# Lo Fidelity Allstars
Les Lo Fidelity Allstars sont un groupe de musique électronique britannique fondé en 1996.

## Membres

### Membres actuels
- Andy Dickinson
- Johnny Machin
- Dale Maloney
- Phil Ward
- Martin Whiteman

### Anciens membres
- Dave Randall
- John Stone

## Discographie

### Albums
- How to Operate with a Blown Mind (1998) #15 UK
- On the Floor at the Boutique (2000)
- Don't Be Afraid of Love (2002)
- Abstract Funk Theory (Lo Fidelity Allstars)|Abstract Funk Theory (2003)
- Warming Up the Brain Farm: The Best of (2007)
- Northern Stomp (2009)

### EP
- Ghostmutt (2000) #8 UK Budget Albums Chart

### Singles
- "Kool Roc Bass" (1997)
- "Disco Machine Gun" (1997) #50 UK
- "Vision Incision" (1998) #30 UK
- "Battle Flag" featuring Pigeonhed (1998) #36 UK
- "Blisters on My Brain" (1998)
- "Lo Fi's in Ibiza" (2001)
- "Sleeping Faster" (2002)
- "Feel What I Feel" (2003)
- "Smash & Grab World" (2009)
- "Your Midnight" (2009)